# Semillero

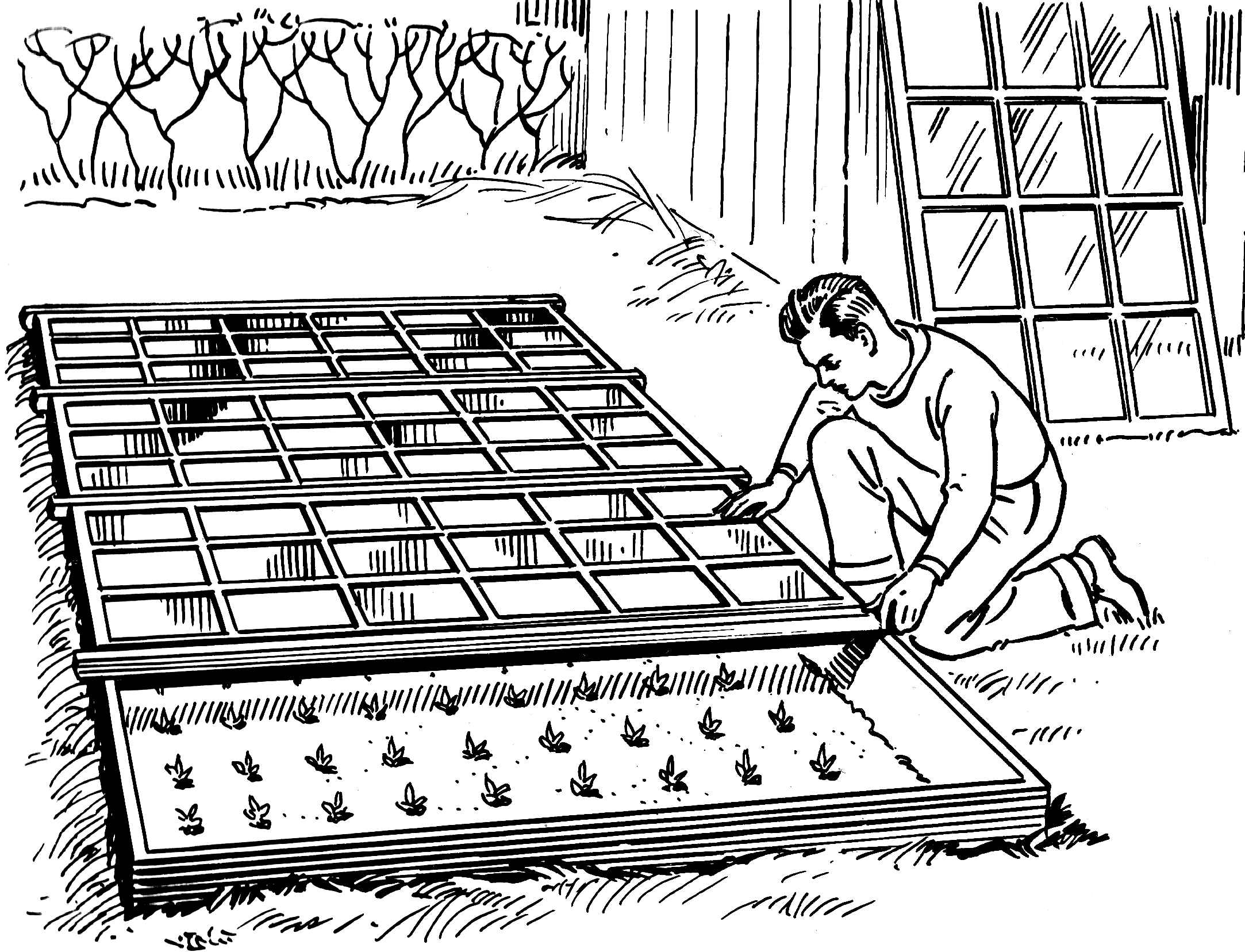
Un semillero para huerto o jardín

Un semillero, almácigo o almáciga (del árabe hispánico almásqa, y este del árabe clásico masqāh, "depósito de agua") es un sitio donde se siembran los vegetales o un lugar donde se guardan las semillas. Es un área de terreno preparado y acondicionado especialmente para colocar las semillas con la finalidad de producir su germinación con las mejores condiciones y cuidados, al objeto de que pueda crecer sin dificultad hasta que la planta esté lista para el trasplante.
Los semilleros se utilizan para la siembra, son la nueva tecnología de la agricultura, ya que, después de haber germinado las semillas de los semilleros, lo consiguiente es el trasplante, el cual se realiza en un cultivo, ya sea monoextensivo o en un cultivo de malla sombra o invernadero. Los semilleros también tienen ciertas características para su buen uso, tales como la profundidad de siembra y la utilización de vermiculita y perlita, que le sirven al sustrato que se haya agregado en él para cuidar mucho más la retención de agua, a fin de que la semilla tenga una germinación más rápida.[cita requerida]
El semillero es el sitio adecuado para que la semilla inicie su primera fase de desarrollo. Luego la planta crecerá y será trasplantada al terreno definitivo.[cita requerida]

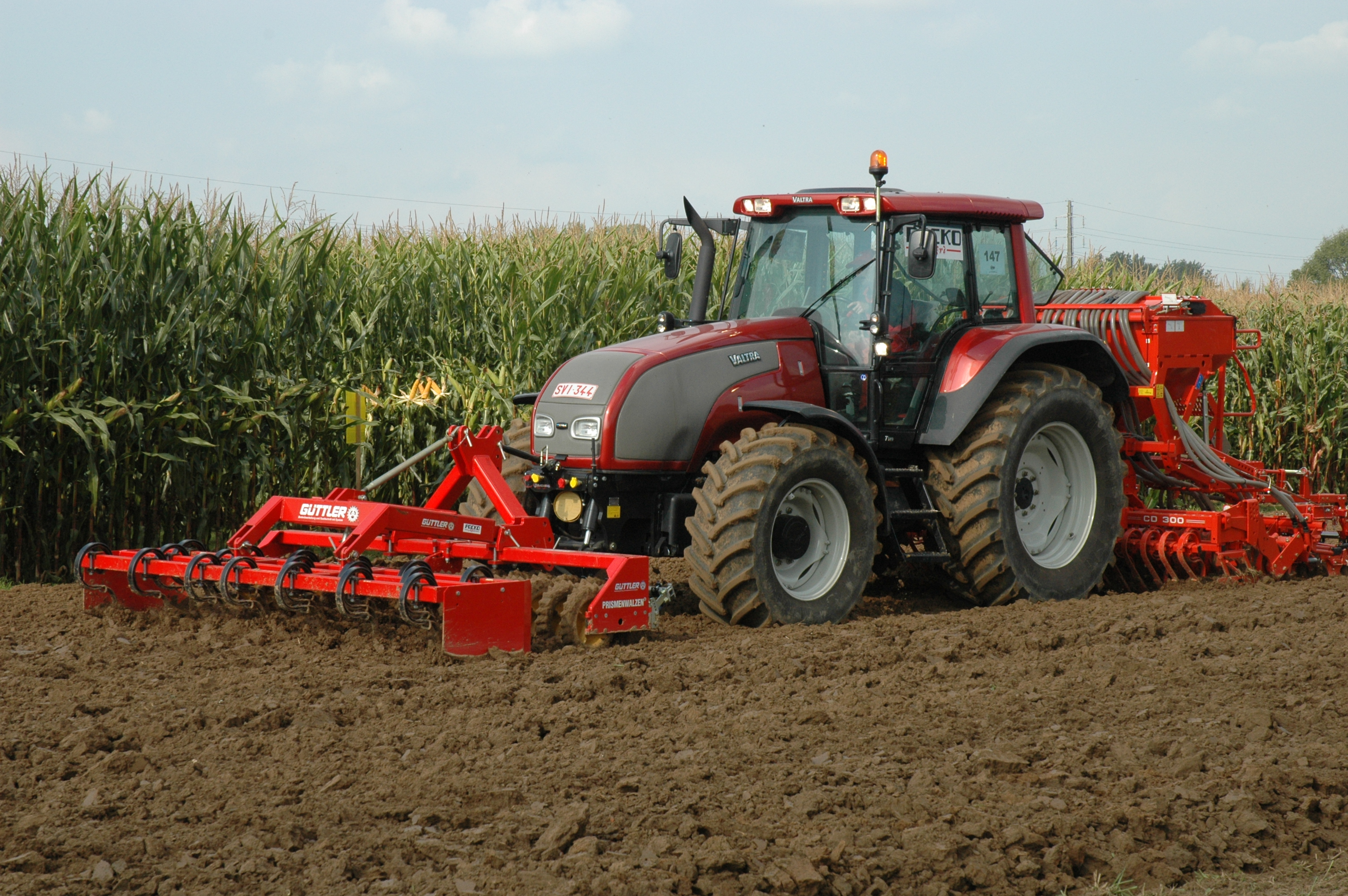
En la actualidad, la tecnología permite preparar y sembrar el suelo con mucha mayor rapidez.

## Tipos de semilleros

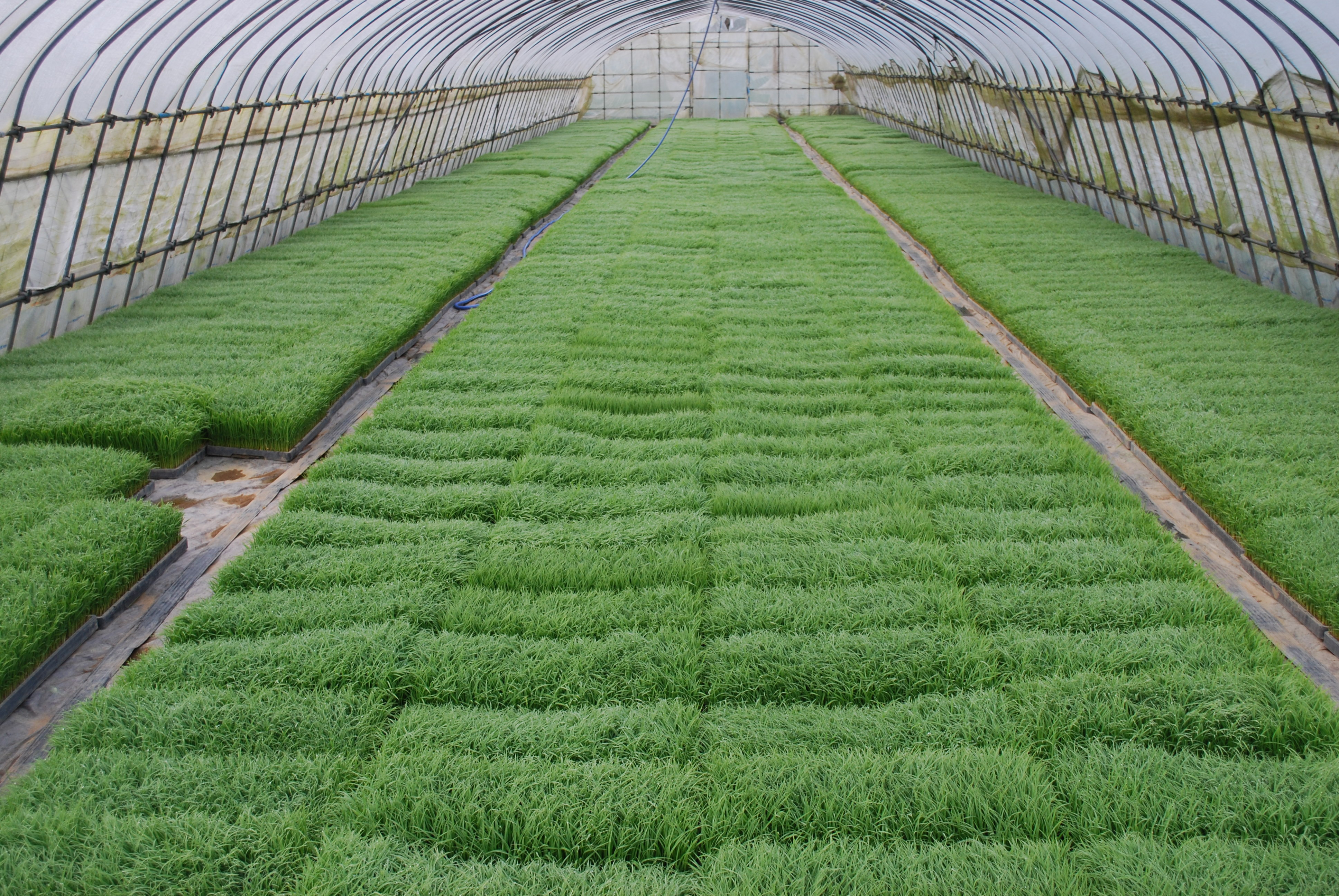
Semillero permanente de arroz

Según el área de terreno y material disponible, pueden ser:
- Semilleros portátiles. Son aquellos que se pueden trasladar de un lugar a otro según la necesidad; se utilizan para siembras pequeñas y pueden ser construidos en cajones, cajas de madera o de plástico, bolsas de polietileno u otro material fácil de transportar. Sus dimensiones aproximadas son: 4 m de largo, 1 m de ancho y 10 cm de profundidad; el cajón debe tener pequeñas perforaciones que permitan el desagüe.
- Semilleros temporales o transitorios. Son aquellos que se usan una sola vez o para corta duración. Sus dimensiones aproximadas son: largo de acuerdo con la necesidad, ancho 110 cm, alto 20 cm
- Semilleros semipermanentes. Son aquellos que se utilizan para variar los cultivos o siembras; no son ni temporales ni fijos; se construyen haciendo un cerco de tablas y ladrillo en los bordes, y sus dimensiones aproximadas son: largo según la disponibilidad de terreno y material, ancho 110 cm, alto 20 cm.
- Semilleros permanentes o fijos. Son aquellos utilizados en forma permanente; los bordes se construyen con cemento y bloque, el fondo es de granza, para facilitar el drenaje.

## Importancia de los semilleros
Son importantes porque permiten un mejor aprovechamiento y rendimiento del terreno; garantizan una mejor selección de la semilla y con esto aumenta considerablemente las posibilidades de tener una mejor productividad en las cosechas; facilita la actividad agrícola familiar, ya que tanto la persona agricultora como los niños pueden participar en la siembra. Los semilleros son muy importantes porque permiten que ciertas hortalizas de semillas muy pequeñas, como la lechuga, la cebolla o el tomate, puedan lograr un buen desarrollo en su primer periodo de vegetación.

## Labores culturales
Las labores culturales comprenden un conjunto de actividades conexas con las agrícolas que se realizan desde la siembra y continúan durante la germinación hasta el trasplante al lugar definitivo. Estas labores son: riego, control de malezas, control de plagas y control de enfermedades.